# Leśniewo (Maków)
Pour les articles homonymes, voir Leśniewo.
Leśniewo (prononciation : [lɛɕˈɲɛvɔ]) est un village polonais de la gmina de Karniewo dans le powiat de Maków de la voïvodie de Mazovie dans le centre-est de la Pologne.
Il se situe à environ 3 kilomètres au nord-ouest de Karniewo (siège de la gmina), 11 kilomètres à l'ouest de Maków Mazowiecki (siège du powiat) et à 71 kilomètres au nord de Varsovie (capitale de la Pologne).

## Histoire
De 1975 à 1998, le village appartenait administrativement à la voïvodie de Ciechanów.